# Haškova Lhota
Haškova Lhota ist eine mittelalterliche Dorfwüstung auf der Gemarkungsgrenze zwischen Chýšť (Okres Pardubice) und Kratonohy (Okres Hradec Králové) in Tschechien.

## Lage
Die Wüstung befindet sich knapp zwei Kilometer südlich von Obědovice auf der Dobřenická plošina im Wald Vrše. Haškova Lhota liegt an der Terrasse eines heute ausgetrockneten Wasserlaufes.  Südöstlich erhebt sich der Medenec (281 m n.m.), im Süden der Lhotáček (290 m n.m.) und der Soudný (288 m n.m.) sowie südwestlich die Nedabylice (288 m n.m.).

## Geschichte
Das Dorf wurde vermutlich im 13. oder 14. Jahrhunderts nach dem Lhotensystem angelegt. Die erste schriftliche Erwähnung von Haškova Lhota erfolgte 1454. Im Jahre 1513 verkauften Mikuláš Rohovlád von Bělá und Jan Šust von Choteč das Dorf an Wilhelm von Pernstein. Vermutlich erlosch Haškova Lhota etwa zur selben Zeit wie Nedabylice.
Im Chlumetzer Urbar von 1571 ist das Waldgebiet Na Lhotách aufgeführt, das Dorf wurde jedoch nicht mehr erwähnt. 1670 wurde Haškova Lhota als wüstes Dorf bezeichnet.
Später geriet die Lage der Wüstung in Vergessenheit und wurde lange Zeit westlich – am Waldrand beim Teich Lhotáček – angenommen. Archäologische Untersuchungen in der Gegend um den Teich brachten jedoch keine Ergebnisses, im Wald fanden sich lediglich Reste von Meilern. 2015 wurde die Gegend beim Forsthaus Lhotáček genauer untersucht, nachdem in dem Gebiet auf der digitalen Reliefkarte DMR 5G ein Liniennetz wahrgenommen wurde. Im Stabilen Kataster wird dieser Platz Mezy obcy genannt. Die exzentrische Form der Gemarkungsgrenzen zwischen Chýšť und Kratonohy lässt darauf schließen, dass die Fluren von Haškova Lhota in geraden Linie zwischen beiden Dörfern aufgeteilt wurden.
Als Ursache der Untergangs wird die ungünstige natürliche Lage der Flur an einem langen flachen Nordhang angenommen. Während der Schneeschmelze wurde beobachtet, dass der Wald bei der Wüstung unter Wasser stand und sich auch nördlich auf den Feldern die Nässe staute.